# Alexandra Dürr
Alexandra Dürr, auch Durr (* 1962 in Stuttgart), ist eine französische Genetikerin.

## Leben
Dürr ist eine Tochter des Unternehmers und Managers Heinz Dürr. Sie studierte Humanmedizin in Freiburg, Ulm, Montpellier und Paris. Nach dem Studium ließ sie sich 1989 endgültig in Frankreich nieder. Später änderte sie ihren Namen in Durr. Sie hat die französische Staatsbürgerschaft.
1992 wurde sie an der Universität Ulm zur Dr. med. promoviert. 1997 machte sie ihren Facharzt für Neurologie. 1998 erhielt sie einen PhD in Humangenetik von der Université Paris VII. 1999 wurde sie Oberärztin in der genetischen Abteilung des Hôpital de la Salpêtrière. 2009 habilitierte sie sich an der Université Pierre et Marie Curie.
Sie ist Professorin für medizinische Genetik an der Sorbonne Université und dem ICM Universitätsklinikum Pitié-Salpêtrière in Paris. 2006 wurde sie in den Aufsichtsrat der Dürr AG berufen. Seit 2019 ist sie Leiterin des Forschungsteams „Basic to translational Neurogenetics“ am Paris Brain Institute.

## Preise und Auszeichnungen
- 2016: Ritter der französischen Ehrenlegion